# Riu Argenç
Argenç (en occità), en francés L'Argens) és un riu de la Provença que discorre pel departament de Var i desemboca al Mediterrani. La seva llargada és de 116 km i raja d'oest a est del departament: de Selhon Fònt d'Argenç a Frejús, passant per pobles com: Correnç, Carces, Vidauban, Lo Muei o Ròcabruna d'Argenç.